# لطیف پدرام
عبداللطیف پِدرام مشهور به لطیف پدرام سیاست‌مدار، نویسنده، شاعر، روزنامه‌نگار، عضو مجلس نمایندگان در دوره شانزدهم از ولایت بدخشان و رهبر حزب کنگره ملی افغانستان است. او از تاجیک‌های افغانستان است. پدرام از دانشگاه سوربن پاریس دکترای اسلام‌شناسی دارد. او سه دوره برای ریاست جمهوری افغانستان در انتخابات نام‌نویسی کرده است. نام او نخست برای کوشش‌هایش در راه حقوق زنان در افغانستان بر سر زبان‌ها افتاد. در سال‌های جنگ دربرابر نیروهای شوروی در افغانستان در جبهه فرهنگی مقاومت مبارزه کرده است. هم‌اکنون؛ او رهبر حزب کنگره ملی افغانستان است، عبداللطیف پدرام باورمند است که افغانستان به بحران ملی دچار شده و راه حل آن را هم نظام فدرالی می‌داند که اگر این کار صورت نگیرد افغانستان قطعاً به یک بحران بزرگ دیگر دچار خواهد شد.

## زندگی‌نامه
او در سال ۱۹۶۳ در ولایت بدخشان افغانستان و در خانواده‌ای فارسی‌زبان با اصالت تاجیک زاده شد. پدرام نویسنده، شاعر، روزنامه‌نگار و استاد ادبیات فارسی است. او سرپرست کتابخانه «مرکز فرهنگی حکیم ناصر خسرو بلخی» بود. نخست از پشتیبانان دولت کمونیست افغانستان بود، اما خیلی زود به‌طور آشکارا به نکوهش و مخالفت با اشغال شوروی در افغانستان پرداخت و به احمد شاه مسعود پیوست. او بیشتر سال‌های جنگ را در افغانستان سپری کرد و دور تا دور این کشور را پیمود تا فعالیت‌هایش را انجام دهد. لطیف پدرام در نهایت با پیشروی گروه طالبان که بیشتر متشکل از پشتون‌های افغانستان است و سیاست‌های جداسازی زبانی و قومی این گروه، وادار به تبعید شد. پیش از برگشتن به افغانستان پس از سرنگونی طالبان، مدتی را در فرانسه سپری کرد و علوم سیاسی مطالعه کرد و برای ترویج شعر و ادبیات فارسی تلاش کرد.

## دیدگاه‌های سیاسی
لطیف پدرام از پشتیبانان سکولاریسم، فدرالیسم و تمرکززدایی در افغانستان است. او فساد را محکوم کرده و به‌شدت با بنیادگرایی اسلامی مخالف است. او هوادار یک افغانستان مستقل، ولی نامتمرکز است و باور دارد که این کشور باید به ناحیه‌های خودمختار که هر کدام پایتخت ناحیه‌ای خود را دارند، تقسیم شود.
هرچند که حزب او چند قومی است و تا کنون تنها حزب مخالفی بوده است که با هیچ گروه مسلحی در پیوند نبوده، برخی او را یک سیاست‌مدار ملی‌گرای تاجیک می‌دانند.

شاید یکی از بحث‌برانگیزترین گفته‌های او درخواستش برای تغییر نام کشور افغانستان باشد در بسیاری از مقاله‌هایش، او برای حل منازعات و کشمکش‌های قومی در افغانستان، پیشنهاد داده است که نام «افغانستان» به خراسان تغییر داده شود که نام این منطقه در سده‌های میانه بوده است. گفتهٔ او بر این اساس است که نام کنونی این کشور، «افغانستان»، به معنی «سرزمین پشتون‌ها» است و دیگر گروه‌های قومی نادیده گرفته می‌شوند.

## انتخابات ریاست جمهوری ۱۳۸۳
در انتخابات ریاست‌جمهوری ۱۳۸۳ در افغانستان او با کسب ۱٫۴٪ از کل آرای شمارش‌شده و همچنین با نزدیک به ۱۷٪ آرای ولایت/اُستان زادگاهش؛ بدخشان، نفر پنجم شد که او را در بین نامزدان خرده‌پا نفر یکم می‌ساخت. به دنبال اعلام نتایج، او دولت و نتایج انتخابات را مورد انتقاد قرار داد و گفت که «تقلبی گسترده در انتخابات صورت گرفته است» که از دید او «سراسر شرم‌گینانه» است. پیش از انتخابات، او گفته بود که تاریخ انتخابات باید پیشتر انداخته شود تا هم افغانستانی‌های بیرون از کشور آماده رای‌دهی شوند و هم حالت امنیتی کشور آرام شود.

## جنجال‌ها در سال ۲۰۰۸
در فوریه (فبروری) سال ۲۰۰۸، یک پیام صوتی که از عبداللطیف پدرام است توسط برخی از شبکه‌های تلویزیونی افغانستان نشر شد که در آن گفته می‌شد پدرام به پادشاه پیشین افغانستان، امان‌الله خان، «بی‌احترامی» کرده و او را «مسخره» کرده است. امان‌الله خان در افغانستان بانی استقلال شناخته می‌شود با این حال، پدرام در مصاحبه‌ای با خراسان تی‌وی این ادعا را رد کرد و گفت که آواز او دستکاری شده بوده است. این مسئله به موضوعی داغ در رسانه‌ها و مجلس و کابینه افغانستان تبدیل شد و موضوعِ تنش‌های قومی در افغانستان قرار گرفت و برخی او را پشتیبانی و برخی او را نقد کردند. به دنبال آن، دولت افغانستان تلاش کرد تا حزب کُنگره ملی را غیرقانونی اعلام کند و دستور داد که «دیدگاه‌ها دربارهٔ پادشاهان پیشین، رئیس جمهوران و سران مجاهدین» باشد. از آن پس پدرام تا نوامبر ۲۰۰۸ در حبس خانگی در کابل به سر برد. یک سال پیش از انتخابات ریاست جمهوری ۱۳۸۸ در افغانستان، فدراسیون جهانی جامعه‌های حقوق بشر و ممالک غربی آزادی بی‌قیدوشرط پدرام را درخواست کرد که به آزادی او انجامید.

## انتخابات ۱۳۸۸
در ژانویه (جنوری) ۲۰۰۹، احمد مجیدیار از مؤسسه امریکن انترپرایز، در مقاله‌ای پدرام را در فهرست ۱۵ کاندیدای احتمالی در انتخابات ریاست‌جمهوری افغانستان جای داد. نتایج آغازین نشان می‌دادند که پدرام از بین ۳۸ کاندید؛ نفر یازدهم شده است و بر پایه گفته «کمیسیون مستقل انتخابات»، او در نهایت ۲/۶٪ آرا را کسب کرد که بدین ترتیب پدرام در ولایت زادگاهش ۶۶٬۶۷۸ رای کسب کرده بود، که این میزان بسیار پایین‌تر از تعداد رای‌ها او در دوره پیشین، ۳۳٬۵۱۰ بوده است.

## انتخابات مجلس نمایندگان ۱۳۸۹
در انتخابات مجلس افغانستان پدرام ۸٬۴۶۹ رای در بدخشان بدست آورد و به عنوان نماینده سوم این ولایت پس از فوزیه کوفی و زلمی مجددی راهی مجلس افغانستان شد.

## انتخابات ریاست‌جمهوری ۱۳۹۸
عبدالطیف پدرام در ۱۳ جدی/دی ۱۳۹۷ نخستین کسی بود که برای نامزدی انتخابات ریاست‌جمهوری افغانستان ۱۳۹۸ ثبت نام کرد. در دسته انتخابات او احسان‌الله حیدری از مردم هزاره به عنوان معاون نخست و محمد صادق وردک از قوم پشتون به عنوان معاون دوم حضور دارند.

لطیف پدرام به تاریخ ۸ جنوری سال ۲۰۲۱ در صفحه فیسبوکش در مورد اشرف غنی و انتخابات ریاست جمهوری چنین نوشت:
اشرف غنی احمدزی از انتقال قانونی قدرت در جلال‌آباد سخن گفت.
پرسش ما این است مگر ایشان ریس جمهور قانونی افغانستان است، در یک کشور ۳۵ میلیونی چند رای دارد؟ همین مقدار رای را هم با تقلب تسجیل کرده بود. همه می‌دانند که در این انتخابات تقلبی دکترعبدالله عبدالله رای بیشتر از غنی‌احمدزی داشت.
بسیار آبرومندانه و به نفع اش است که استعفاء کند در غیر آن مجبور به استعفاء می‌شود.